# Jasa Veremalua

a Compétitions nationales et continentales officielles uniquement.

b Matchs officiels uniquement.
Jasa Veremalua, né le 29 mai 1988, est un joueur de rugby à XV et rugby à sept fidjien évoluant au poste d'ailier ou de centre en rugby à XV. International fidjien de rugby à sept depuis 2013, il fait partie de l'équipe qui remporte les éditions 2015 et 2016 des World Rugby Sevens Series et de l'équipe qui participe aux Jeux olympiques de Rio. Avec celle-ci, il devient champion olympique.